# Inocelliidae
Inocelliidae es una pequeña familia de Neoptera que contiene 8 géneros. La especie más grande es Fibla carpenteri conocida a partir de restos fósiles encontrados en ámbar del Báltico.

## Taxonomía
- Familia Inocelliidae Navás
  - Subfamilia †Electrinocelliinae Engel, 1995
    - Género †Electrinocellia Engel, 1995 (Eoceno; ámbar del Báltico)

  - Subfamilia Inocelliinae Engel, 1995
    - Género Amurinocellia Aspöck & Aspöck, 1973
    - Género Fibla Navás, 1915 (Eoceno-Presente; Fósiles: ámbar del Báltico, España, USA)
    - Género Indianoinocellia
    - Género Inocellia Schneider, 1843
    - Género Negha Navas, 1916
    - Género Parainocellia
    - Género Sininocellia